# Rubén Sánchez García
Rubén Sánchez García más conocido como Rubén Sánchez (Albacete, España 21 de enero de 1989) es un futbolista que juega de centrocampista, en la banda derecha, y juega en el [Fuenlabrada] de Segunda.

## Historia
Nacido en Albacete, Castilla-La Mancha, Rubén Sánchez comenzó jugando con el juvenil del Albacete Balompié, y su debut fue con el Villarreal CF "C" en la temporada 2007/08. Mientras que estaba en él, también estaba con los reservas del Villarreal CF "B" y, el 2 de febrero de 2009 fue cedido al CD Guadalajara. En el verano del 2009 se fue al Valencia Mestalla. Un año después, se unió al Real Valladolid CF "B", e hizo su debut con el primer equipo el 8 de septiembre de 2010 la segunda mitad entera contra la SD Huesca en la Copa del Rey donde ganó 1-0.
Rubén Sánchez jugó también en el Getafe CF "B", en el Atlético de Madrid "B" y en el Zamora CF. El 14 de julio de 2014 firmó por tres temporadas con el Real Murcia CF.

## Clubes
| Club                                       | País   | Temporada |
| ------------------------------------------ | ------ | --------- |
| Villarreal CF "C" Villarreal CF "B"        | España | 2007-2009 |
| CD Guadalajara (Cesión)                    | España | 2009      |
| Valencia Mestalla                          | España | 2009-2010 |
| Real Valladolid CF "B"                     | España | 2010-2011 |
| Getafe CF "B"                              | España | 2011-2012 |
| Atlético de Madrid "B"                     | España | 2012-2013 |
| Zamora CF                                  | España | 2013-2014 |
| Real Murcia CF                             | España | 2014-2015 |
| CD Mensajero                               | España | 2015-2016 |
| UD Melilla                                 | España | 2016      |
| Club Deportivo Lealtad                     | España | 2017-2018 |
| Unión Deportiva San Sebastián de los Reyes | España | 2018-2019 |
| Club Polideportivo Villarrobledo           | España | 2019-     |